# FIL-Sommerrodel-Cup 2021
Der FIL-Sommerrodel-Cup 2021 wurde als 28. Auflage des von der Fédération Internationale de Luge de Course veranstalteten Sommerrodel-Cups am 3. und 4. September 2021 auf der Rennschlittenbahn „Wolfram Fiedler“ in Ilmenau ausgetragen. Ursprünglich hätte die 28. Auflage bereits im September 2020 stattfinden sollen, musste jedoch aufgrund der COVID-19-Pandemie abgesagt werden. Es fanden Wettbewerbe in den Altersklassen Elite/Junioren und Jugend A statt.

## Titelverteidiger
Beim FIL-Sommerrodel-Cup im September 2019 siegten Johannes Ludwig und Jessica Degenhardt in der Altersklasse Elite/Junioren sowie Jonas Zander und Pauline Patz in der Altersklasse Jugend A.

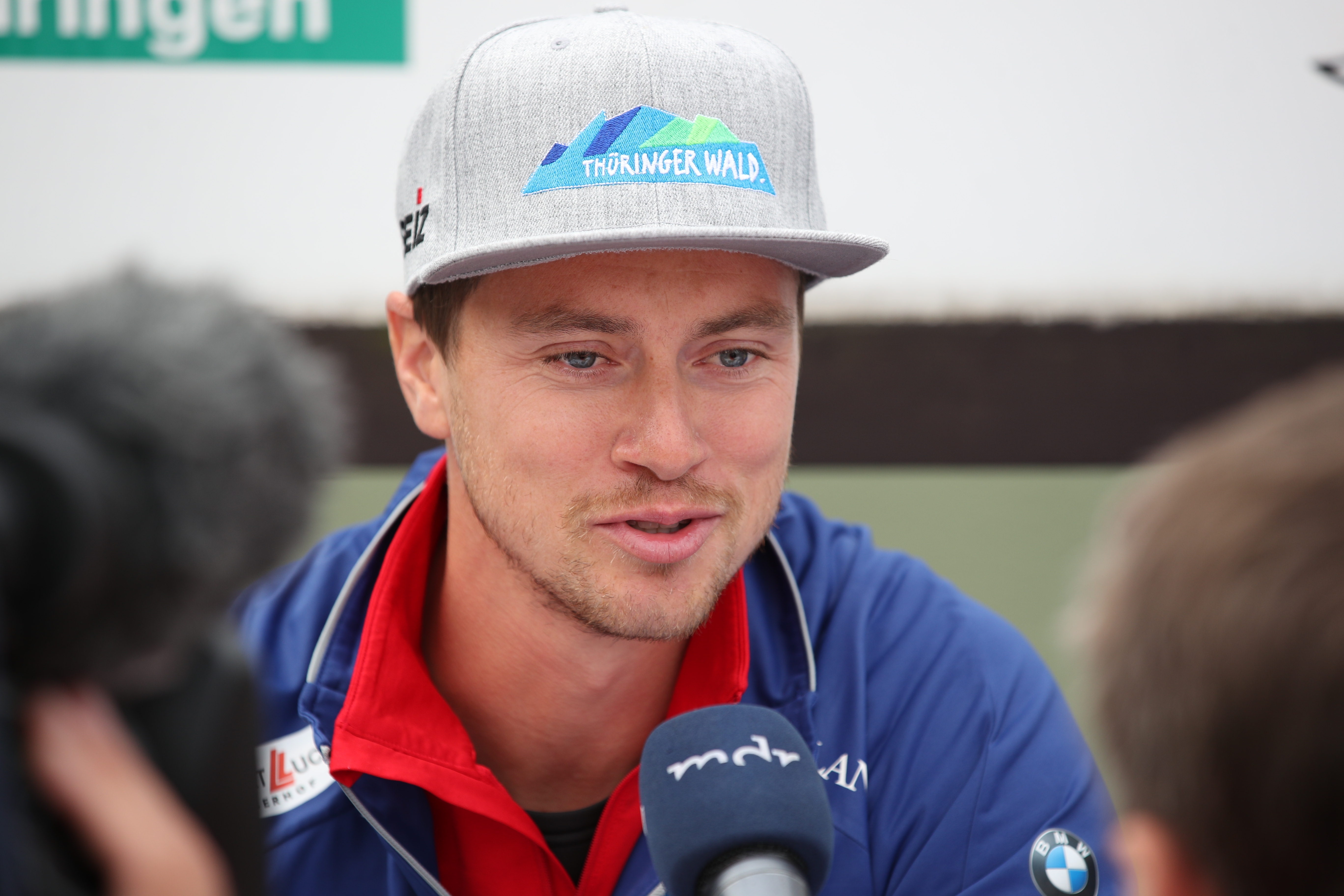
Johannes Ludwig
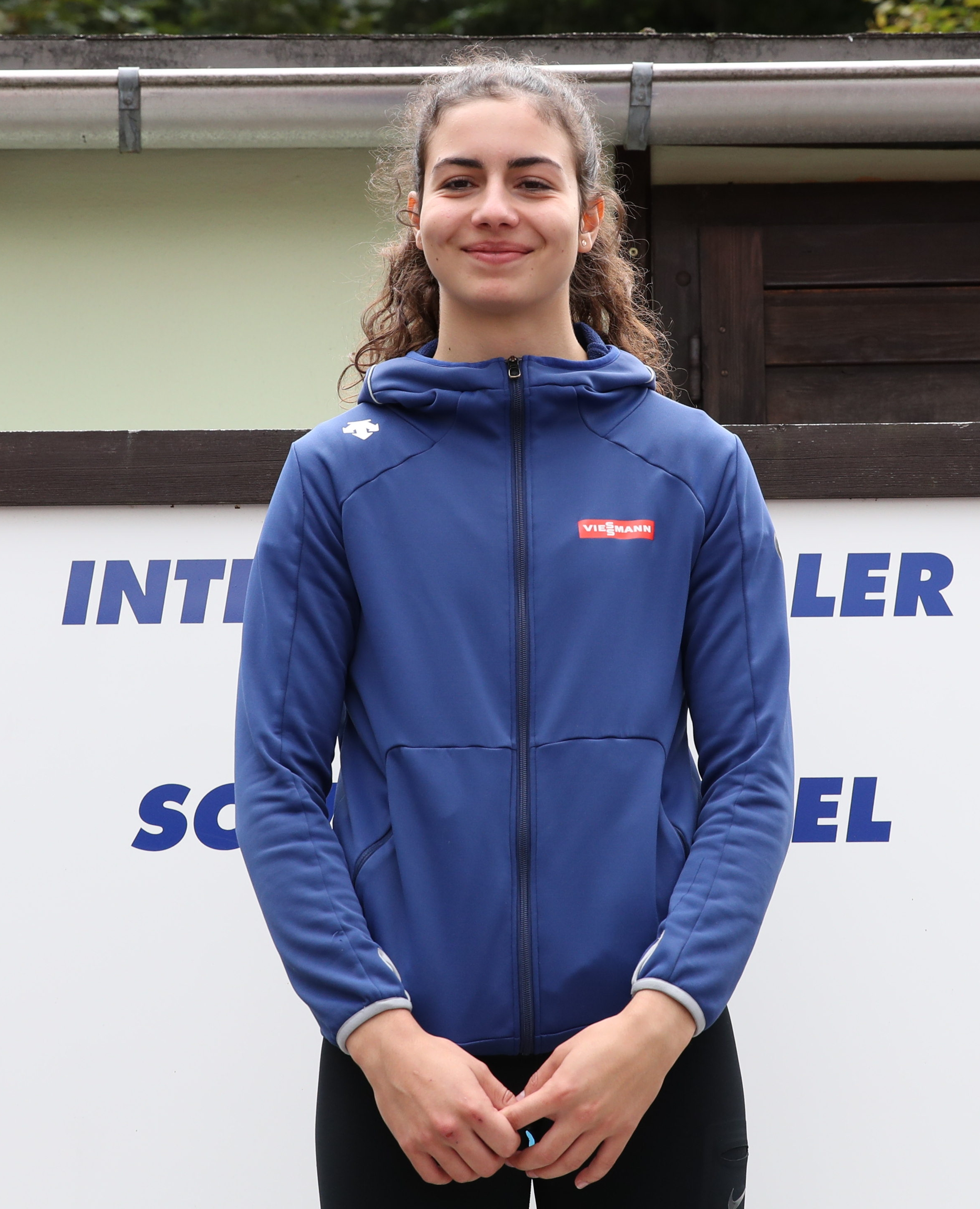
Jessica Degenhardt
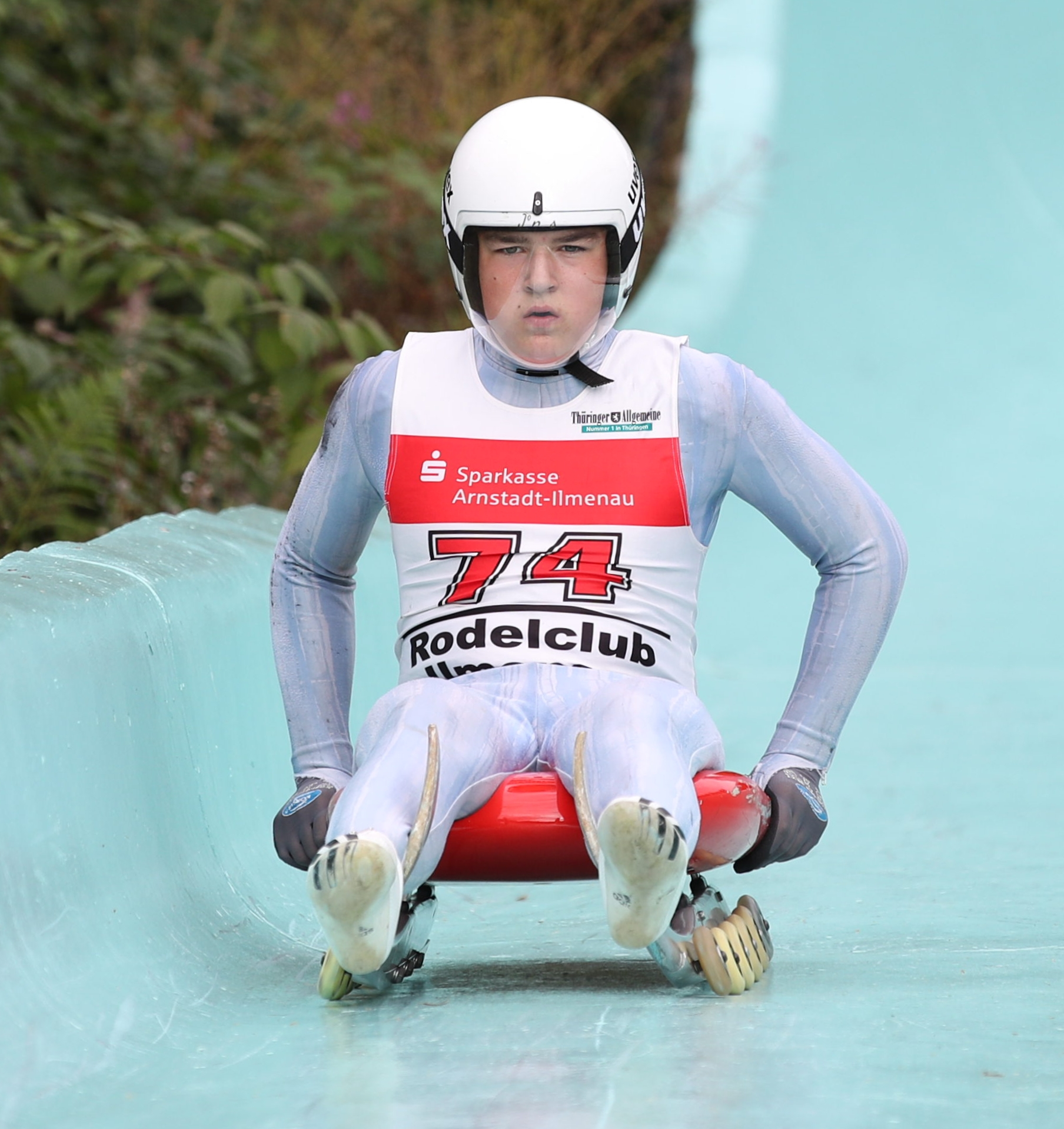
Jonas Zander
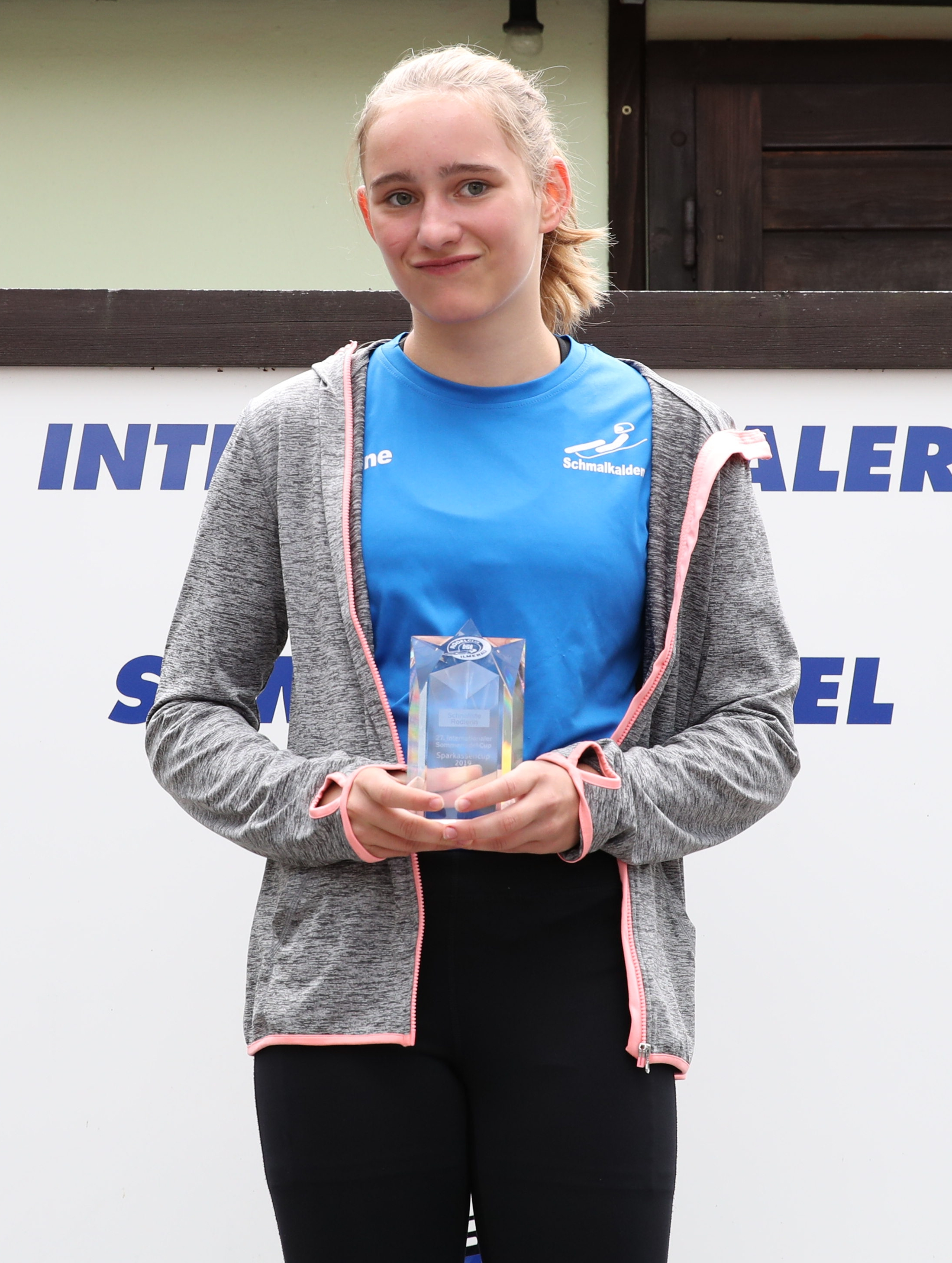
Pauline Patz

## Ergebnisse

### Altersklasse Elite/Junioren

#### Männer
| Platz | Sportler          | Laufzeit 1    | Laufzeit 2    | Laufzeit 3    | Endzeit          |
| ----- | ----------------- | ------------- | ------------- | ------------- | ---------------- |
| 1     | Johannes Ludwig   | 20,136 s (1)  | 20,331 s (3)  | 20,157 s (1)  | 1:00,624 Minuten |
| 2     | Sebastian Bley    | 20,242 s (2)  | 20,178 s (1)  | 20,404 s (3)  | 1:00,824 Minuten |
| 3     | Moritz Bollmann   | 20,328 s (3)  | 20,255 s (2)  | 20,457 s (4)  | 1:01,040 Minuten |
| 4     | David Nößler      | 20,686 s (10) | 20,523 s (8)  | 20,278 s (2)  | 1:01,487 Minuten |
| 5     | Max Langenhan     | 20,512 s (4)  | 20,442 s (5)  | 20,552 s (7)  | 1:01,506 Minuten |
| 6     | Hannes Orlamünder | 20,591 s (8)  | 20,476 s (7)  | 20,477 s (5)  | 1:01,544 Minuten |
| 7     | Paul Gubitz       | 20,575 s (7)  | 20,379 s (4)  | 20,603 s (9)  | 1:01,557 Minuten |
| 8     | Valentin Steudte  | 20,538 s (5)  | 20,462 s (6)  | 20,601 s (8)  | 1:01,601 Minuten |
| 9     | Jakob Jannusch    | 20,685 s (9)  | 20,558 s (9)  | 20,509 s (6)  | 1:01,752 Minuten |
| 10    | Max Ewald         | 20,574 s (6)  | 20,652 s (12) | 20,618 s (10) | 1:01,844 Minuten |
| 11    | Alex Gufler       | 20,809 s (11) | 20,593 s (10) | 20,640 s (11) | 1:02,042 Minuten |
| 12    | Moritz Jäger      | 20,879 s (12) | 20,614 s (11) | 20,961 s (13) | 1:02,454 Minuten |
| 13    | Carlos Stang      | 21,138 s (13) | 20,870 s (13) | 20,941 s (12) | 1:02,949 Minuten |

#### Frauen
| Platz | Sportler          | Laufzeit 1   | Laufzeit 2   | Laufzeit 3   | Endzeit          |
| ----- | ----------------- | ------------ | ------------ | ------------ | ---------------- |
| 1     | Julia Taubitz     | 20,881 s (1) | 20,775 s (1) | 20,988 s (3) | 1:02,644 Minuten |
| 2     | Dajana Eitberger  | 20,894 s (2) | 20,886 s (2) | 20,877 s (1) | 1:02,657 Minuten |
| 3     | Natalie Maag      | 21,115 s (4) | 20,963 s (3) | 21,119 s (4) | 1:03,197 Minuten |
| 4     | Laura Skel        | 21,163 s (5) | 21,062 s (4) | 20,978 s (2) | 1:03,203 Minuten |
| 5     | Vanessa Schneider | 20,928 s (3) | 21,152 s (5) | 21,164 s (5) | 1:03,244 Minuten |

### Altersklasse Jugend A

#### Männlich
| Platz | Sportler              | Laufzeit 1   | Laufzeit 2   | Laufzeit 3   | Endzeit          |
| ----- | --------------------- | ------------ | ------------ | ------------ | ---------------- |
| 1     | Paul Socher           | 20,424 s (1) | 20,364 s (1) | 20,256 s (1) | 1:01,044 Minuten |
| 2     | Lukas Peccei          | 20,576 s (4) | 20,398 s (2) | 20,331 s (3) | 1:01,305 Minuten |
| 3     | Philipp Brunner       | 20,559 s (3) | 20,473 s (5) | 20,328 s (2) | 1:01,360 Minuten |
| 4     | Leon Haselrieder      | 20,527 s (2) | 20,499 s (6) | 20,502 s (5) | 1:01,528 Minuten |
| 5     | Manuel Weissensteiner | 20,709 s (7) | 20,443 s (4) | 20,520 s (6) | 1:01,672 Minuten |
| 6     | Johannes Scharnagl    | 20,619 s (5) | 20,399 s (3) | 20,840 s (8) | 1:01,858 Minuten |
| 7     | Raphael Matt          | 20,696 s (6) | 20,708 s (7) | 20,476 s (4) | 1:01,880 Minuten |
| 8     | Luis Partl            | 20,732 s (8) | 20,735 s (8) | 20,643 s (7) | 1:02,110 Minuten |

#### Weiblich
| Platz | Sportler            | Laufzeit 1    | Laufzeit 2    | Laufzeit 3    | Endzeit          |
| ----- | ------------------- | ------------- | ------------- | ------------- | ---------------- |
| 1     | Clara Linda Ruß     | 20,571 s (2)  | 20,517 s (2)  | 20,438 s (2)  | 1:01,526 Minuten |
| 2     | Josephine Buse      | 20,625 s (3)  | 20,611 s (6)  | 20,458 s (3)  | 1:01,694 Minuten |
| 3     | Sarah Marie Pflaume | 20,736 s (8)  | 20,466 s (1)  | 20,539 s (4)  | 1:01,741 Minuten |
| 4     | Marie Riedl         | 20,801 s (10) | 20,616 s (7)  | 20,403 s (1)  | 1:01,820 Minuten |
| 5     | Anna Lerch          | 20,741 s (9)  | 20,546 s (3)  | 20,554 s (5)  | 1:01,841 Minuten |
| 6     | Lisa Zimmermann     | 20,638 s (4)  | 20,625 s (9)  | 20,597 s (6)  | 1:01,860 Minuten |
| 7     | Lina Riedl          | 20,697 s (6)  | 20,554 s (4)  | 20,660 s (10) | 1:01,911 Minuten |
| 8     | Dorothea Schwarz    | 20,681 s (5)  | 20,606 s (5)  | 20,642 s (8)  | 1:01,929 Minuten |
| 9     | Wencke Stief        | 20,839 s (11) | 20,619 s (8)  | 20,630 s (7)  | 1:02,088 Minuten |
| 10    | Viktoria Gasser     | 20,965 s (13) | 20,647 s (10) | 20,653 s (9)  | 1:02,265 Minuten |
| 11    | Annalena Huber      | 20,713 s (7)  | 20,912 s (13) | 20,688 s (11) | 1:02,313 Minuten |
| 12    | Marie Sprenger      | 20,546 s (1)  | 20,771 s (11) | 21,025 s (14) | 1:02,342 Minuten |
| 13    | Alexandra Oberstolz | 20,908 s (12) | 20,837 s (12) | 20,710 s (12) | 1:02,455 Minuten |
| 14    | Katharina Kofler    | 21,344 s (14) | 20,918 s (14) | 20,818 s (13) | 1:03,080 Minuten |